# Loraine (Texas)
Loraine es un pueblo ubicado en el condado de Mitchell en el estado estadounidense de Texas. En el Censo de 2010 tenía una población de 602 habitantes y una densidad poblacional de 223,71 personas por km².

## Geografía
Loraine se encuentra ubicado en las coordenadas 32°24′31″N 100°42′45″O / 32.40861, -100.71250. Según la Oficina del Censo de los Estados Unidos, Loraine tiene una superficie total de 2.69 km², de la cual 2.69 km² corresponden a tierra firme y (0%) 0 km² es agua.

## Demografía
Según el censo de 2010, había 602 personas residiendo en Loraine. La densidad de población era de 223,71 hab./km². De los 602 habitantes, Loraine estaba compuesto por el 85.38% blancos, el 2.82% eran afroamericanos, el 1.33% eran amerindios, el 0.5% eran asiáticos, el 0% eran isleños del Pacífico, el 8.14% eran de otras razas y el 1.83% pertenecían a dos o más razas. Del total de la población el 41.86% eran hispanos o latinos de cualquier raza.